# Royal Geographical Society
 (février 2009).
La Royal Geographical Society (Société géographique royale) est une société savante britannique, fondée en 1830 sous le nom de Société londonienne de géographie pour l'avancement des sciences géographiques, sous le parrainage de Guillaume IV. Elle absorba l'Association for Promoting the Discovery of the Interior Parts of Africa (fondée par Sir Joseph Banks en 1788), le Raleigh Club et la Palestine Association. Elle reçut une charte royale de la reine Victoria en 1859.

## Histoire
Parmi les membres fondateurs, on trouve Sir John Barrow, Sir John Franklin et Sir Francis Beaufort. Ils ont été les soutiens ou associés de nombreux explorateurs et expéditions britanniques de leur époque dont :
- Charles Darwin
- David Livingstone
- Scott of the Antarctic
- Richard Francis Burton
- John Hanning Speke
- Henry Morton Stanley
- Ernest Shackleton
- Percy Harrison Fawcett
- Wilhelm Junker
- Robert Moffat
- Joseph Thomson.
- Farnham Maxwell-Lyte

Alice Garnet est est la première femme présidente de l'Institute of British Geographers en 1966. Aujourd'hui la Société géographique royale est une organisation à la pointe de l'enseignement de la géographie dans le monde. Elle soutient des programmes d'éducation et d'enseignement, la recherche et des expéditions scientifiques, promeut auprès du grand public la compréhension et le plaisir de la géographie. La Société est membre du Science Council. Elle a fusionné avec l'Institute of British Geographers d'où son nom complet actuel de Royal Geographical Society (with the Institute of British Geographers). Ses bureaux se trouvent dans le quartier de Kensington, à Londres.

## Gouvernance et présidents antérieurs

### Conseil
La Société est gouvernée par un conseil d'administration dont est issu le président de la Société. Le conseil compte 25 administrateurs dont 22 élus par les membres pour un mandat de trois ans. En outre, des membres honoraires (qui incluent le duc de Kent comme président honoraire) assistent au conseil.

### Comités
La Société a cinq comités spécialisés dont elle reçoit des conseils :
- Comité d'Éducation
- Comité de Recherche
- Comité d'Expédition et Étude sur le terrain
- Comité de Ressources d'Information
- Comité de Finance.

### Membres
Le statut de membre de la Société est conféré aux personnes de plus de 21 ans qui ont servi au préalable la société durant cinq ans et sont impliquées dans le domaine de la géographie (recherche, publication, profession, etc.). Les candidats doivent être proposées par les membres titulaires. Les membres sont autorisés à adjoindre l’acronyme « FRGS » (pour Fellow of the Royal Geographical Society) à leur nom.

## Récompenses
La Société délivre de nombreuses récompenses dont les plus prestigieuses sont:
- Deux médailles d'or, annuelles, pour l'encouragement et la promotion de la science et de la découverte géographiques. Les deux médailles d'or sont approuvées par Sa Majesté la reine ou le roi.

- La médaille Victoria, pour des mérites remarquables dans la recherche en géographie.
- Le prix Murchison, pour des publications jugées avoir le plus contribué à la science géographique au cours des dernières années.

## Dans la fiction

### Cinéma
- The Lost City of Z (2016), film de James Gray.

### Littérature
- Le roman de fiction historique L'Abominable écrit par Dan Simmons et paru en 2013 est centré sur un alpiniste anglais, Richard Davis Deacon, membre de la Royal Geographical Society.